# Jan D'hondt

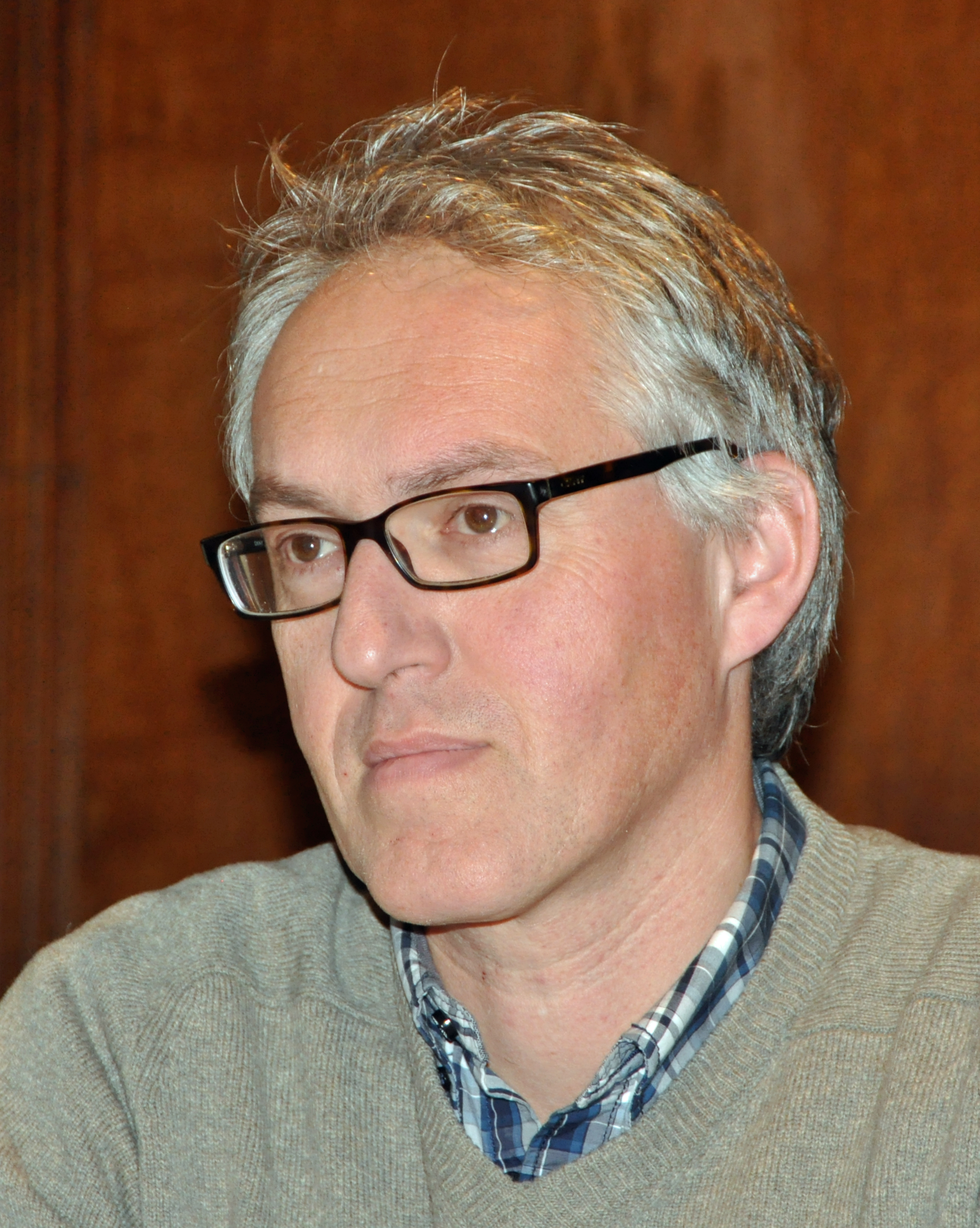
Jan D'hondt

Jan D'hondt (Brugge, 26 maart 1962) is een Belgisch historicus en archivaris.

## Levensloop
Als lid van de scoutsgroep Don Bosco in Sint-Kruis vond Jan D'hondt vrienden met wie hij de punk/newwaveband Red Zebra oprichtte. Hij was de basgitarist van de groep van 1978 tot 1981 en was de medecomponist van de culthit 'I Can't Live in a Living Room'.
Hij promoveerde in 1984 tot licentiaat in de geschiedenis (Nieuwste Tijden) aan de Rijksuniversiteit Gent en behaalde in 1990 de bijzondere licentie Archivistiek aan de VUB.
Hij begon het beroepsleven met een stagecontract vanaf december 1984 tot december 1985 in het stadsarchief Brugge. Hij vervolgde met een interimopdracht als leraar esthetica aan het Onze-Lieve-Vrouwecollege in Assebroek (januari-april 1986).
In januari 1987 werd hij als wetenschappelijk medewerker (Geco-statuut) verbonden aan het stadsarchief van Brugge met als taken:
- verantwoordelijkheid voor de automatisering, digitalisering en de website van het stadsarchief;
- coördinatie van het Brugse historisch huizenonderzoek: hij werd landelijk een pionier van de huizengeschiedenis;
- coördinatie van de vrijwilligerswerking (35 personen), die instaat voor het ontsluiten van archiefbestanden m.b.v. de computer;
- verantwoordelijkheid voor de leeszaal;
- acquisitie en beheer van bedrijfsarchieven;
- medewerking aan tijdelijke tentoonstellingen en archiefpublicaties;
- medewerking aan erfgoedprojecten zoals de websites huizenonderzoekbrugge.be en beeldbankbrugge.be;
- rondleidingen in het archief voor scholen en verenigingen.

In februari 2009 werd hij bevorderd tot archivaris. Op 1 juli 2017 werd hij benoemd tot hoofdarchivaris van het Brugse stadsarchief.
Jan D'hondt is getrouwd met Carmen Dusautoir en ze hebben twee zoons en een dochter.

## Tentoonstellingen
D'hondt werd coördinator en eindredacteur van tentoonstellingen in het stadsarchief:
- Leven rond de fabriek, honderd jaar sociale en culturele voorzieningen in Brugse bedrijven (1997).
- Daveluy, woord & beeld in Brugge in de 19de eeuw (2005).
- Veelvuldige Chineesche Gezichten, China-belangstelling in Brugge in de 18de en 19de eeuw (2006).
- "Armoe Troef" (Erfgoeddag, 2012).
- "Mouten en Brouwen" (2013).
- Honderd jaar Palace hotel/residentie in Zeebrugge (2014).
- (Samen met prof. dr. Sophie De Schaepdrijver) Brugge in Oorlog (2014-2015).

## Andere activiteiten binnen het stadsarchief
- Organisatie van het colloquium 'Huizenonderzoek & Stadsgeschiedenis' op 28 november 2008.
- Ontwikkeling en opvolging van de virtuele leeszaal van het Stadsarchief: www.archiefbankbrugge.be.
- Lid van het dagelijks bestuur van Levend Archief vzw (vriendenkring van het Stadsarchief van Brugge).
- Eindredacteur en coauteur van zes brochures in de reeks Cahiers van Brugse Huizen en zeven boeken in de reeks Leven in Oude Huizen van de vzw Levend Archief.
- Lid van het comité Open Monumentendagen Brugge.
- Lid van de stuurgroep website Kaartenhuisbrugge.be.
- Bestuurslid van het West-Vlaams Archievenplatform (W.A.P.).
- Lid van de Archiefcommissie van de stad Torhout.

## Externe engagementen
- ondervoorzitter van de Beoordelingscommissie landelijk cultureel-erfgoedorganisaties van het Departement Cultuur, Jeugd, Sport & Media
- lid van de Adviesraad Cultureel erfgoed van het Departement Cultuur, Jeugd, Sport & Media
- gastdocent in de School voor Bestuursrecht van West-Vlaanderen
- redactiesecretaris van het heemkundig tijdschrift Brugs Ommeland van de Heemkundige Kring Maurits Van Coppenolle
- lid van het berek (redactie) van het tijdschrift Biekorf
- bestuurslid van het Genootschap voor Geschiedenis te Brugge
- ondervoorzitter van de vzw Mendop (Mens en Dier op papier)
- bestuurder van het Comité voor Initiatief Brugge vzw
- lid van de Van Ackerstichting
- bestuurslid van het Volleybalteam Brugge (coördinator sponsorcel)
- coördinator van het feestcomité van tennisclub Sofoco

## Publicaties met betrekking tot het stadsarchief
- Ambachtsarchief van de schoenmakers, in: André Vandewalle m.m.v. Jan D'hondt e.a., Brugse ambachten in documenten. De schoenmakers, timmerlieden en schrijnwerkers (14de-18de eeuw), Brugge, 1985.
- Beeldig Brugge, foto's en prentbriefkaarten, 1875-1900, Tentoonstellingscatalogus, Brugge, 1987.
- (Met Noel Geirnaert) Inventaris van het archief van de gemeente Sint-Kruis (1794-1971), Brugge, 1990.
- De structuur van de archiefafdeling "Handel, Nijverheid en Landbouw" van het hedendaags archief van de stad Brugge (1795-1914), in: J. Baerten, F. Scheelings en J. Verhelst (eds.), Archiefinitiatie(f). Archiefproblemen en -oplossingen, Brussel, VUB, 1991.
- Handel, Nijverheid en Landbouw en Opeisingen en Bevoorrading, in: G. Maréchal (red.), Bewaring en vernietiging van gemeentearchieven. Richtlijn en advies, Brussel, Algemeen Rijksarchief, 1992.
- Inventaris van het gemeentearchief van Assebroek (1794-1970), Brugge, 1998.
- Vele handen maken licht werk. Het ontsluitingsproject van het oud kadaster van Brugge in het Stadsarchief, in: Door de archivistiek gestrikt. Liber amicorum prof. Dr. Juul Verhelst, Archiefinitiatie(f) 4, Brussel, 2000.
- (Met A. Vandewalle, N. Geirnaert, J. Anseeuw en M. Vandebroek) Topstukken uit het Stadsarchief Brugge, Brugge, 2003.
- De hervorming van de stedelijke administratie in Brugge in 1850: aanzet tot de vorming van het hedendaags archief van de stad Brugge, in: Bibliotheek- en Archiefgids, 2007.
- Het Stadsarchief van Brugge, een vergeten pionier van een stedelijk historisch geografisch informatiesysteem (HisGIS) in België, in: Meta, Tijdschrift voor Bibliotheek & Archief, 2011.
- Het Stadsarchief van Brugge en de vzw Mens en Dier op papier (Mendop), een publiek-private samenwerking (PPS) in de archiefsector, in: Verwend of verwenst? Verzamelingen in het archief, Archief- en Bibliotheekwezen in België, 2012.
- De ontsluiting van de civiele procesdossiers in het stadsarchief van Brugge: door en voor iedereen, in: Het pleit is in den zak. Procesdossiers uit het ancien regime, hun perspectieven voor historisch onderzoek. Acta van de studiedag op het Algemeen Rijksarchief, 11-03-2013, Brussel, Algemeen Rijksarchief, 2014.
- Jan D'HONDT, Een gedenkpenning voor het concordaat van Willem I door de Brugse graveerder Farnciscus De Hoondt, 1827, in: Brugs Ommeland, 2016.

## Publicaties omtrent huizengeschiedenis
- (met Heidi Deneweth en Ludo Vandamme) De Oude Steen. Bouw- en bewoningsgeschiedenis van huis nummer 29 aan de Wollestraat in Brugge, Brugge, 1997.
- (met Brigitte Beernaert) Het huis Arents, Dijver 16: een aanzet tot huizenonderzoek, in: Jaarboek 1995-96 Brugse Stedelijke Musea, Brugge, 1997.
- (met A. De Groote, E. Dubruque en Y. Kemel) De geschiedenis van het hoekhuis Eiermarkt 3 in Brugge, Brugge, 1998.
- Het geboortehuis van Guido Gezelle in de Rolweg, cahiers Brugse Huizen, nr. 1, juli 1999.
- (met Heidi Deneweth en Kathleen Leenders) Een Huis in Brugge. Vademecum voor de historische studie van woningen, eigenaars en bewoners, Brugge, 2001.
- (met Y. Kemel en H. Anseeuw) Van ’t Hamerken tot De Gouden Boom, Brugge, vzw. Levend Archief, 2002.
- (met J. De Mey) De Clavere, Wollestraat 23, Brugge, vzw Levend Archief, 2004.
- Het vroegere huis Het Ei op het Beursplein nu Adriaan Willaertstraat 9, Brugge, vzw Levend Archief, 2005.
- (met B. Beernaert, N. Geirnaert en B. Hillewaert) Het Hof van Watervliet, Oude Burg 27, Brugge, vzw Levend Archief, 2005.
- (met B.Beernaert, B. de la Kethulle de Ryhove, B. D’Hoore, B. Schotte) De Visitatie. Bewonings- en bouwgeschiedenis van het huis Wulfhagestraat 18 in Brugge, Brugge, vzw. Levend Archief, 2005.
- Brugs huizenonderzoek op Internet, in: Historia & Informatica (nieuwsbrief), jg. 12 nr. 4, december 2005.
- Writing the history of houses in Bruges: a confrontation with genealogical and heraldic sources, in: congresboek Internationaal heraldisch congres, (Brugge 2004), Brugge, 2006.
- (met M. Van Hoonacker, B. Beernaert, L. Vandamme, J. Delfosse en Andries Van den Abeele) Zeven eeuwen stadsgeschiedenis in een huis. Bewonings- en bouwgeschiedenis van het huis Gouden-Handstraat 21 in Brugge, Brugge, vzw. Levend Archief, 2007.
- Leidraad voor het historisch huizenonderzoek in de Brugse rand: Assebroek, in: Arsbroek, 2007.
- Het historisch huizenonderzoek in Brugge: van werkgroep tot website, in: M & L (Monumenten & Landschappen), jg. 26/nr. 6, 2007.
- redactie, Huizenonderzoek & Stadsgeschiedenis, Colloquium Brugge 28 november 2008, Brugge, vzw Levend Archief, 2009.
- De website huizenonderzoekbrugge.be: stand van zaken en toekomstplannen, in: Huizenonderzoek & Stadsgeschiedenis, Brugge, 2009.
- Vijftien jaar historisch huizenonderzoek in Brugge, in: Brugge die Scone, 2009.

## Algemene publicaties
- De Belgische Werkliedenpartij-federatie Brugge, 1919-1940, in: AMSAB-Tijdingen, 3 (1984-85).
- Het windmolenbestand te Brugge, vanaf het einde van de 18de eeuw, in : J.A. Rau en Jan D'hondt, De Brugse parochies. Het leven in Sint-Salvator, Sint-Jakobs, Sint-Gillis, Brugge, 1985.
- Organisatorische ontwikkeling van de socialistische beweging te Torhout, 1896-1940, in: Jaarboek van de Heemkundige Kring het Houtland, Torhout, 1988.
- De Timmerliens-Onderstands-Maetschappij te Brugge tijdens de negentiende eeuw, in : Uit het Goede Hout, tentoonstellingscatalogus, Brugge, 1989.
- Chamberlain en Brugge, 1938, in: Handelingen van het Genootschap voor Geschiedenis, 1990.
- De eerste 1 mei-viering te Brugge. Van een mislukte poging in 1891 tot de eerste optocht in 1898, in: Handelingen van het Genootschap voor Geschiedenis, 1991.
- Kroniek van een fabrieksgebouw te Assebroek: van katoenspinnerij tot verffabriek, 1847-1991, in: Arsbroek, 1991.
- De afbraak van de Boeveriepoort te Brugge (1863), een gevolg van de Amerikaanse Burgeroorlog (1861-1865) ?, in: Brugs Ommeland, 1991.
- De Napoleonisten te Brugge, 1841-ca.1872, in : Biekorf, 1992.
- Opkomst en uitbouw van de socialistische mutualiteiten in Noord-West-Vlaanderen, 1892-1968, in: ‘Een Ziekenfonds in tijdsperspectief. 25 jaar Bond Moyson Brugge-Oostende’, Gent, 1993.
- Brugge op de drempel van de twintigste eeuw, 1900-1918, in: N. Geirnaert (redactie), Brugge door de lens, 1900-1918 foto’s en fotografen, Brugge, 1993.
- De identificatie van de portretten van Guillaume vanden Reeck en zijn echtgenote: een ingeweken groothandelaar-fabrikant in het 19de-eeuwse Brugge, in: Jaarboek 1991-92 Brugge Stedelijke Musea, Brugge, 1993.
- Brugse drukkunst en -nijverheid in de negentiende eeuw, in: Hoogtepunten van de Brugse boekdrukkunst, Vlaanderen, jg. 43, 1994.
- (met P. Hovart) Frank Van Acker. Politicus met hart en verstand, Brugge, 1994.
- (met L. Vande Kerckhove en P. Kerckaert) The 20th century - A port for Bruges, in: J. Parmentier (redactie), Bruges end Zeebrugee. The city and the sea, Lloyd’s list publication, 1995.
- Felix Dujardin, een negentiende eeuwse Brugse bankier en zijn onroerend bezit in Assebroek, in: Arsbroek, 1995.
- (coördinatie) Leven rond de fabriek. Honderd jaar sociale en culturele voorzieningen in Brugse bedrijven, 1897-1997, Brugge, 1997.
- Herbergen, bier en brouwerijen in de registers van de Zestendelen van de stad Brugge, in: Brugs Ommeland, 1998.
- De iconografie van de katoenspinnerij Dujardin (1848-1874), in: Brugs Ommeland, 1998.
- (met Ludo Vandamme) Op zoek naar een nieuwe bestemming, de 17de en 18de eeuw, in: M. Ryckaert en A. Vandewalle (red.), Brugge. De geschiedenis van een Europese stad, Tielt, 1999.
- Een moeizame industriële en sociale ontplooiing, de 19de eeuw, in: M. Ryckaert en A. Vandewalle (red.), Brugge. De geschiedenis van een Europese stad, Tielt, 1999.
- Industrialisatie: het voorbeeld van La Brugeoise, in: M. Ryckaert en A. Vandewalle (red.), Brugge. De geschiedenis van een Europese stad, Tielt, 1999.
- (met Ludo Vandamme) Les XVIIe et XVIIIe siècles: une ville ancienne qui se cherche une nouvelle vocation, in: M. Ryckaert en A. Vandewalle (red.), Bruges. L’histoire d’une ville Européenne, Tielt, 1999.
- Le XIXe siècle: un développement social et industriel difficile, in: M. Ryckaert en A. Vandewalle (red.), Bruges. L’histoire d’une ville Européenne, Tielt, 1999.
- L’industrialisation à Bruges: l’exemple de La Brugeoise’, in: M. Ryckaert en A. Vandewalle (red.), Bruges. L’histoire d’une ville Européenne, Tielt, 1999, p. 197.
- (met B. Beernaert, B. Schotte en L. Vandamme) Brugge op zijn kant, geïllustreerde wandelgids in 100 verhalen, Brugge, 2002.
- (met B. Beernaert, B. Schotte, L. Vandamme) Geïllustreerde wandelgids met 33 verhalen uit de oude stad Oostkamp, Stichting Kunstboek, 2002.
- (met B. Beernaert, B. Schotte, L. Vandamme) Découvrir Bruges – à travers 33 histoires, Oostkamp, Stichting Kunstboek, 2002.
- (met B. Beernaert, B. Schotte, L. Vandamme) Brügge entdecken – in 33 Gischichten, Oostkamp, Stichting Kunstboek, 2002.
- (met B. Beernaert, B. Schotte, L. Vandamme) Discovering Bruges – 33 stories of the old city, Oostkamp, Stichting Kunstboek, 2002.
- (met B. Beernaert, B. Schotte, L. Vandamme) Descubra Brujas – 33 relatos del casco antiguo, Oostkamp, Stichting Kunstboek, 2002.
- (met Ludo Vandamme & Ina Verrept) Grafstenen op papier. Grafschriftenvezamelingen in Brugse archieven en bibliotheken, Brugge, 2003.
- De militaire stadsomwalling van Brugge anders bekeken. Een institutionele en economische benadering, in: Brugge Getekend. Causeriereeks, 2004.
- De nering van de Kruidhalle en de handel in kruiden tijdens het Ancien Régime, in: Goed gekruid. Van kruiden en geneesmiddelen in het Sint-Janshospitaal, 2004.
- West-Brugge, een verkenning, in: Zevenhonderd Jaar Brugse Belofte 1304-2004, Brugge, 2004.
- De gemeenteraadsverkiezingen na de Tweede Wereldoorlog in Belgisch en Vlaams perspectief, in: Kiezen voor Brugge, Brugge, 2004.
- (met J.-P. Drubbel) Bootjes varen al... op de Brugse reien, in: De Brugse reien. Aders van de stad, Tielt, 2005.
- De herberg Altebij en de burgerlijke procesdossiers van het Brugse stadsarchief, in: Arsbroek, 2005.
- (eindredactie) Daveluy. Woord en beeld in Brugge - 19de eeuw, Begeleidende publicatie gelijknamige tentoonstelling, Brugge, 2005 (kaartenset)
- Isaac De Meyer en het ‘sociale’ Brugge, in de begeleidende publicatie voor de tentoonstelling ‘Isaac’ (Corpus 05), Brugge, 2005.
- Emmanuel-Louis van Outryve d'Ydewalle, in de begeleidende publicatie voor de tentoonstelling ‘Land van Hout’, Brugge, 2005.
- (met Heidi Deneweth) Het Roerichpact (1935) en Camille Tulpinck in Brugge, in: Brugs Ommeland, 2005.
- De Handelende stad, aflevering nr. 2 in de reeks 'Brugge van toen en nu', Uitgeverij Waanders, 2005.
- Veelvuldige Chineesche Gezichten. China-belangstelling in Brugge in de 18de en 19de eeuw, Brugge, 2006.
- Een zoutziederij in de Leeuwstraat, 1851, in: Brugs Ommeland, 2006.
- De Werkzame stad, aflevering nr. 6 in de reeks 'Brugge van toen en nu', Uitgeverij Waanders, 2006.
- Blauwneuzen, muizetjes en Duineknekers op de Aardappelmarkt, in: De Brugse Markten (begeleidende publicatie bij de gelijknamige tentoonstelling), Brugge, 2007.
- Plakkers, Mussen en Zeehonden op de Vismarkt, in: De Brugse Markten (begeleidende publicatie bij de gelijknamige tentoonstelling), Brugge, 2007.
- De merkwaardige oude vloerplank in het Spermaliearchief: een aanvulling en een bijkomend voorbeeld, in: Biekorf, 2007.
- Fabrikanten van gemaakte bloemen, in: Biekorf, 2007.
- Een weddenschap over het opgaan van het vernieuwde Sas van Slijkens, in: Biekorf, 2007.
- (met Heidi Deneweth) De verkaveling van het Prinsenhof in de 17de eeuw, in: B. Hillewaert e.a., Het Prinsenhof in Brugge, Brugge, 2007.
- (met Michiel Mestdagh) Handel en Nijverheid, aflevering nr. 11 in de reeks 'Waar is de Tijd: Oostende en de Middenkust', Uitgeverij Waanders, 2007.
- Een merkwaardige inkijk in het laatste levensjaar van drukker Pieter de Sloovere, 1767, in: Brugs Ommeland, 2008.
- 1 Meioptochten in Brugge en in het ommeland, in: Als ’t werkvolk op straat komt! 1 Meioptochten in West-Vlaanderen, 2008.
- Guillaume Michiels, zoveel meer dan zomaar een verzamelaar, in: De wereld van een Brugse mens: Guillaume Michiels, 1909-1997, Brugge, 2009.
- Gort en gortmolens in de strijd tegen de hongersnood in Brugge, 1845 in: Brugs Ommeland, 2009.
- Louis Pyck en de restauratie van de gevel van het Rijkepijndershuisje en van het portiek van het Tolhuis, in: Brugs Ommeland, 2009.
- Sint-Kruis en de industrialisering van de Brugse rand tijdens de tweede helft van de 19de eeuw, in: Brugs Ommeland, 2010.
- De eerste huisnummering in Brugge aan de hand van Langerei 20, een huis met drie huisnummers, in: Brugs Ommeland, 2010.
- Wedden en handeldrijven in het 16de-eeuwse Brugge, in: Biekorf, 2010 (nr. 3).
- Sporen van het verdwenen Schaapstraatje in Brugge, in: Brugs Ommeland, 2011.
- (met N. Geirnaert) (redactie) Kant in Brugge 1911, een technische & sociale omwenteling, Brugge, 2011.
- Kant en Brugge in het begin van de twintigste eeuw, een inleiding, in: Kant in Brugge 1911, een technische & sociale omwenteling, Brugge, 2011.
- Een kantwerkstersvakbond in de Brugse regio: een kortstondige sociale omwenteling, 1919-1924, in: Kant in Brugge 1911, een technische & sociale omwenteling, Brugge, 2011, p. 9-12.
- Deense tolregisters en de Brugse scheepvaart, in: Kroniek & korte berichten, Brugs Ommeland, 2011.
- De kantnijverheid in West-Vlaanderen aan de vooravond van de Eerste Wereldoorlog, in: Biekorf, 2011.
- Een onbekende straatnaam gelokaliseerd: Rue des Ormes of Brakken Gentpoort, in: Brugs Ommeland, 2012.
- Leven en dood in het gezin van de jonge huidenvetter Pieter van Cuyl, 1636, in: Brugs Ommeland, 2012.
- De vinkensport in de zuidelijke Westhoek, in: Biekorf, 2012.
- Eindredactie Brugse Bierhistories, 25 jaar ’t Hamerken, vzw voor brouwgeschiedenis, Brugge, 2013.
- Pieter Pourbus en de gilde van de kolveniers, genaamd Sint-Barbara, in: Biekorf, 2013.
- Een Brugse wijnkelder uit de 19de eeuw, in: Biekorf, 2013.
- Een recreatie in Waardamme voor een Sinterklaasfeest in 1856, in: Biekorf, 2013.
- Kerkdiefstal in Beveren bij Roeselare, 1815, in: Biekorf, 2014.
- (Redactie i.s.m. Rik Opsommer & Marc Therry) Het Verenigd Koninkrijk der Nederlanden in West-Vlaamse archiefdocumenten, West-Vlaams Archievenplatform, Oost-vleteren, 2015.
- De identificatie van twee 17de-eeuwse poorten van privéhuizen in Brugge, in: Brugs Ommeland, 2015.
- Kunstschilder Odevaere en het Kasteel Veltem nabij Brugge, in: Biekorf, 2015.
- De garnizoensbijbel van de Brugse predikant Robert van Altena, 1817-1830, in: Biekorf, 2015,
- De ommeloper van de heerlijkheid Sijsele in de parochie Sint-Kruis, in: Brugs Ommeland, 2015.
- Het bezoek van Napoleon aan Brugge en de Brugse stadsvijver, in: Brugs Ommeland, 2015.
- Tweehonderd jaar Hollands Bewind wordt herdacht in West-Vlaanderen, in: Brugs Ommeland, 2015.
- 500 jaar café Vlissinghe, 1515-2015, een heel jaar feest, in: Brugs Ommeland, 2015.
- Een nieuwe vroegste eigenaar voor Café Vlissinghe, in: Brugs Ommeland, 2015.
- Gerestaureerd Politiemonument Eerste Wereldoorlog kreeg nieuwe plaats, in: Brugs Ommeland, 2015.
- Leven en werk van de 17de-eeuwse genealoog Jacob Antoon Kerchof, in: Brugs Ommeland, 2015.
- Van hem zijn verder ook verschenen:
  - zeer talrijke artikels en berichten in Archiefleven, driemaandelijkse nieuwsbrief van de vzw Levend Archief,
  - tientallen kronieken in Brugs Ommeland.